# Союзные слова
Сою́зные слова́ — местоименные слова (собственно местоимения и местоименные наречия), выполняющие функцию средства связи частей сложноподчинённого предложения. Одновременно с этим союзные слова выполняют и роль того или иного члена предложения, то есть совмещают функции знаменательного и служебного слова (к примеру, в рус. Скажи, кто твой друг выделенное союзное слово является подлежащим придаточного предложения), что отличает их от автономных в составе предложения союзов. В совокупности с союзами союзные слова составляют группу союзных синтаксических средств связи, противопоставленных бессоюзным.
По синтаксическим свойствам в русском языке с союзными словами сближаются соотносительные местоименные слова типа тот, такой, там, столько: занимая синтаксическую позицию в главном предложении, они указывают на то, что содержание выражаемого ими члена раскрывается в придаточном предложении: Он думал о том, что завтра будет хорошая погода. При этом они могут соседствовать в предложении с союзными словами: Я приду тогда, когда смогу. В таких случаях отношения между частями сложного предложения наиболее тесны.

## Разряды слов, выступающих в качестве союзных
В качестве союзных слов могут выступать только вопросительно-относительные местоимения (в той или иной степени утрачивающие вопросительное значение), причём как изменяемые: местоимения-существительные, местоимения-прилагательные, местоимение-числительное сколько, — так и неизменяемые местоимения-наречия.

## Виды оформляемой связи
Союзные слова могут оформлять подчинительную связь одного из следующих видов:
- вопросительно-относительную — придаточное предложение относится к находящемуся в главном предложении опорному компоненту со значением знания, незнания или узнавания: Как ты думаешь, чем всё это закончится?;
- местоименно-относительную, или анафорическую — союзное слово отсылает к ранее упомянутому в главном предложении[1]: Вот человек, чью картину ты видел. Местоименные слова в анафорической функции называются также относительными словами. На выбор относительного слова и — в ряде случаев — на его форму влияют не только потребности придаточного, но и потребности главного предложения: так, в предложении Ей подарили цветы, которые она любит относительное слово который вступает в двойную синтаксическую связь, согласуясь в роде и числе с существительным цветы из главного предложения и будучи управляемым в падеже глаголом любит из придаточного[4].

## Сравнение с союзами
Некоторые союзные слова омонимичны союзам; тем не менее, их синтаксические функции остаются различными, ср. англ. It was late when he саmе 'Было поздно, когда он пришёл' с союзом (как в английском, так и в русском предложении) и I don’t know when he came 'Я не знаю, когда он пришёл' с союзным словом в функции обстоятельства времени. В некоторых языках, в частности в русском, в остальном формально совпадающие союз и союзное слово могут различаться наличием — отсутствием ударения.